# ۱۲۰۱۶ سبز
سیارک ۱۲۰۱۶ (به انگلیسی: 12016 Green، نامگذاری:1996XC) دوازده هزار و شانزدهمین سیارک کشف شده‌است که در ۱ دسامبر ۱۹۹۶ کشف شد.
قدر مطلق سیارک برابر ۱۳٫۹۰ است.